# Solea bleekeri
Solea bleekeri és un peix teleosti de la família dels soleids i de l'ordre dels pleuronectiformes que es troba des de les costes de Moçambic fins a les de Sud-àfrica.